# Valdejalón
Valdejalón, auch Jalón Medio (aragonesisch Baldexalón bzw. Xalón Meyo), ist eine Comarca (Verwaltungseinheit) der Autonomen Region Aragonien in Spanien. 
Die Comarca befindet sich im Westen der Provinz Saragossa und hat auf einer Fläche von 938,78 km² 29.861 Einwohner (Stand 1. Januar 2022), was einer Dichte von 31 Einwohnern pro Quadratkilometer entspricht. Sitz des Bezirks ist La Almunia de Doña Godina, die größte Stadt unter den 17 zugehörigen Gemeinden. Der Name leitet sich davon ab, dass sich die Comarca großteils im Tal bzw. am Mittellauf des Jalón, eines Zuflusses des Ebro befindet.
Die Comarca grenzt im Norden an Ribera Alta del Ebro und Campo de Borja, im Westen an die Comarca Aranda, im Süden an die Comunidad de Calatayud, im Südosten an den Campo de Cariñena und im Osten an die Comarca Saragossa.

## Gemeinden
| Gemeinde                  | Einwohner (2024) | Fläche km² | Dichte Einw./km² | Cod INE | Postleitzahl |
| ------------------------- | ---------------- | ---------- | ---------------- | ------- | ------------ |
| Almonacid de la Sierra    | 759              | 54,12      | 14               | 50024   | 50108        |
| La Almunia de Doña Godina | 7.937            | 56,65      | 140              | 50025   | 50100        |
| Alpartir                  | 589              | 32,54      | 18               | 50026   | 50109        |
| Bardallur                 | 228              | 27,34      | 8                | 50044   | 50296        |
| Calatorao                 | 2.906            | 48,15      | 60               | 50068   | 50280        |
| Chodes                    | 102              | 15,97      | 6                | 50093   | 50269        |
| Épila                     | 4.565            | 194,32     | 23               | 50099   | 50290        |
| Lucena de Jalón           | 224              | 10,31      | 22               | 50146   | 50294        |
| Lumpiaque                 | 862              | 29,55      | 29               | 50150   | 50295        |
| Morata de Jalón           | 1.082            | 45,87      | 24               | 50175   | 50260        |
| La Muela                  | 6.564            | 143,49     | 46               | 50182   | 50196        |
| Plasencia de Jalón        | 382              | 34,77      | 11               | 50211   | 50296        |
| Ricla                     | 2.949            | 90,67      | 33               | 50225   | 50270        |
| Rueda de Jalón            | 325              | 107,37     | 3                | 50228   | 50295        |
| Salillas de Jalón         | 359              | 2,51       | 143              | 50231   | 50294        |
| Santa Cruz de Grío        | 104              | 19,51      | 5                | 50236   | 50324        |
| Urrea de Jalón            | 440              | 25,64      | 17               | 50269   | 50296        |
| Comarca Valdejalón        | 30.377           | 938,78     | 32               | –       | –            |

Die Wirtschaft basiert vor allem auf der Verarbeitung landwirtschaftlicher Produkte in La Almunia und auf in Épila angesiedelten Zulieferbetrieben für das Opel-Werk in Figueruelas (Comarca Ribera Alta del Ebro). In der traditionell dominierenden Landwirtschaft ragen der Getreideanbau und der Weinbau im Tal des Jalón heraus. In La Almunia befindet sich die Escuela Politécnica de La Almunia, ein technischer Zweig der Universität Saragossa, an der mehr als 3.000 Studierende u. a. Ingenieursstudiengänge in Informatik, Mechanik, Elektronik und Landwirtschaftstechnik sowie Architektur absolvieren.